# Andrew Kittredge
Pour les articles homonymes, voir Kittredge.
Andrew Kittredge (né le 17 mars 1990 à Spokane, Washington, États-Unis) est un lanceur droitier des Cardinals de Saint-Louis de la Ligue majeure de baseball.

## Carrière
Andrew Kittredge est choisi par les Mariners de Seattle au 45e tour de sélection du repêchage de 2008 mais il choisit de rejoindre pour deux années les Huskies de l'université de Washington, où il est lanceur de relève à sa première année, puis lanceur partant pour 15 départs à sa seconde saison.
Kittredge joue six saisons professionnelles dans les ligues mineures, de 2011 à 2016, avec des clubs affiliés aux Mariners de Seattle.

### Rays de Tampa Bay
Le 18 novembre 2016, Seattle échange Kittredge, le lanceur droitier Dylan Thompson et le joueur de premier but Dalton Kelly aux Rays de Tampa Bay, en retour du joueur de champ intérieur Taylor Motter et du voltigeur Richie Shaffer. Représentant les Bulls de Durham, Kittredge participe le 12 juillet 2017 au 30e match des étoiles annuel du baseball AAA à Tacoma.
Il fait ses débuts dans le baseball majeur avec les Rays de Tampa Bay le 18 juillet 2017 comme lanceur de relève face aux Athletics d'Oakland.
En 2021, il obtient sa première séléction au match des étoiles.

### Cardinals de Saint-Louis
Le 5 janvier 2023, Andrew Kittredge est échangé aux Cardinals de Saint-Louis contre Richie Palacios.